# 1890 في البرازيل
فيما يلي قوائم الأحداث التي وقعت خلال عام 1890 في البرازيل.

## سياسة

### تعيين في المنصب
- 15 نوفمبر – إبيتاسيو بيسوا عضو مجلس النواب البرازيلي [الإنجليزية]‏.
- 15 نوفمبر – برودنت دي مورايس عضو مجلس الشيوخ من البرازيل ‏.
- 15 نوفمبر – بيدرو أميريكو عضو مجلس النواب البرازيلي [الإنجليزية]‏.
- 15 نوفمبر – بينهيرو ماتشادو عضو مجلس الشيوخ من البرازيل ‏.
- 15 نوفمبر – رودريغز ألفيز عضو مجلس النواب البرازيلي [الإنجليزية]‏.
- 15 نوفمبر – روي باربوزا عضو مجلس الشيوخ من البرازيل ‏.
- 15 نوفمبر – فلوريانو بيكسوتو عضو مجلس الشيوخ من البرازيل ‏.
- 15 نوفمبر – كامبوس ساليس عضو مجلس الشيوخ من البرازيل ‏.
- 15 نوفمبر – نيلو بيسانيا عضو مجلس النواب البرازيلي [الإنجليزية]‏.

## مواليد

### يونيو
- 6 يونيو – ليو فاز كاتب برازيلي.
- 29 يونيو – أفونسو شميت كاتب برازيلي.

### يوليو
- 24 يوليو – غويليرمي دي ألميدا

## وفيات

### نوفمبر
- 1 نوفمبر – جوليو ريبيرو (مواليد 1845)